# Saison 3 d'Un tandem de choc
Chronologie
Saison 2 Saison 4
La troisième saison d’Un tandem de choc (Due South), série télévisée canadienne, est composée de treize épisodes diffusée du 20 septembre 1997 au 13 janvier 1998 sur le réseau CTV, au Canada.

## Synopsis
Un policier de la police montée canadienne et un flic aux méthodes expéditives font équipe et combattent la criminalité à Chicago.

## Distribution

### Acteurs principaux
- Paul Gross (VF : Emmanuel Curtil) : Benton Fraser
- Callum Keith Rennie (VF : Pierre Baux) : Stanley Kowalski « Ray Vecchio »
- Beau Starr (VF : Patrick Messe) : Lieutenant Harding Welsh
- Tony Craig (VF : Lionel Henry) : Jack Huey
- Camilla Scott (en) (VF : Catherine Davenier) : Inspecteur Margaret « Meg » Thatcher
- Catherine Bruhier (en) (VF : Marjorie Frantz) : Elaine Besbriss (épisodes 1 à 3)
- Tom Melissis (VF : Bernard Métraux) : Tom Dewey (à partir de l'épisode 4)
- Ramona Milano (en) (VF : Ivana Coppola) : Francesca Vecchio

## Diffusions
- Au Canada, la saison a été diffusée du 20 septembre 1997 au 13 janvier 1998 sur CTV
- En France, la saison a été diffusée du 6 septembre 1998 au 13 décembre 1998 sur TF1. Les épisodes restants inédits ont été diffusés en 2001 sur Sérieclub. À savoir les épisodes 7 et 11.

## Liste des épisodes

### Épisode 1:L'Art d'incendier
- Canada : 20 septembre 1997 sur CTV[1]
- France : 6 septembre 1998 sur TF1[2]

- David Marciano (Ray Vecchio)
- Dean McDermott (Turnbull)
- George Bloomfield (Motherwell)
- Diane Douglass (Greta)
- Vito Rezza (Tony)
- Sam Shields (Janey)
- David Taylor (Sven)

- David Marciano fait une apparition dans l'épisode mais ne joue plus dans la série car il était engagé sur d'autres projets.
- Le décor de l'appartement de Fraser ayant été détruit à la suite de la fin du partenariat avec CBS, la production décide de créer un nouveau lieu où vivra désormais Fraser.

### Épisode 2:Éclipse
- Canada : 23 septembre 1997 sur CTV[3]
- France : 4 octobre 1998 sur TF1[2]

- Jackie Burroughs (Gladys)
- Diego Matamoros (Détective Hallet)
- Alan Peterson (Brandauer)
- Maria Vacratsis (Charmain)
- Walter Alza (Jimmy)
- Stephen Michalchuk (Bronco)
- Tyler Kyte (Stan jeune)
- Peter Bray (Marcus Ellery)
- Diana Salvatore (Stella jeune)
- Aron Tager (Tom)

### Épisode 3:Témoin protégé
- Canada : 30 septembre 1997 sur CTV[4]
- France : 25 octobre 1998 sur TF1[2]

- Brent Carver (Bruce Spender)
- Ron White (Kevin Spender)
- Frank Pavolic (Elliot Wells)
- Paul Wildbaum (Dustin Mahoney)
- Jason Jazrawy (Michael Johnson)

### Épisode 4:Magouilles et sentiments
- Canada : 7 octobre 1997 sur CTV[5]
- France : 15 novembre 1998 sur TF1[2]

- Winston Rekert (Frank Orsini)
- Anne Marie Loder (Stella Kowalski)
- David Storch (Dwayne Weston)
- Eugene Clark (Joe Mendelson)
- Merwin Mondesir (Damon Reese)
- Susan Hamann (Diane Weston)
- Veronica Kedar (Abbot)
- Paul De Silva (Docteur Tung)

### Épisode 5:Voir, c'est croire
- Canada : 14 octobre 1997 sur CTV[6]
- France : 11 octobre 1998 sur TF1[2]

- Polly Shannon (Judy Cates)
- Ross Hull (Keith Warren)
- Bruce Vavrina (Mike Bennet)
- Anne Marie Loder (Stella Kowalski)
- Yanna McIntosh (Candace Madison)
- Susan Coyne (Penny Morton)
- Sean Sullivan (Dennis Fagan)
- Mif (Johnny Maigot)

### Épisode 6:Chasse à l'homme
- Canada : 21 octobre 1997 sur CTV[7]
- France : 18 octobre 1998 sur TF1[2]

- Wendy Crewson (Janet Moore)
- Hugh Thompson (Bradley Torrance)
- Jared Wall (Robbie)
- Cecilley Carroll (Annie)
- Hayley Lochner (Sue)
- Dean McDermott (Turnbull)
- Bruce McFee (Deadeye Fineberg)
- Cliff Saunders (Harvey Lopez)
- Ray Alexander (Lester Rivers)

### Épisode 7:Opération coups de poing
- Canada : 28 octobre 1997 sur CTV[8]
- France : 27 mars 2001 sur Sérieclub[2]

- Ron Canada (Franko Devlin)
- Sharrieff Pugh (Levon)
- Jan Rubes (Mort)
- Gene Mack (Mason Dixon)
- Andrew McLean (Deron Martin)
- Chris Collins (Jamal Martin)
- Jeremy Kerr (Duval Edwards)
- Omari Forrester (Rollin' 22)

### Épisode 8:L'Agent Nautilus
- Canada : 4 novembre 1997 sur CTV[9]
- France : 8 novembre 1998 sur TF1[2]

- Eric Christmas (Albert Hanrahan)
- Martha Burns (Nada)
- Susan Douglas Rubeš (Ruth Henry)
- Jan Rubes (Mort)
- Maury Chaykin (Pike)
- Victor Pedtchenko (Yuri)
- Lon E. Katzmann (Karl Almazov)

### Épisode 9:Droit d'asile
- Canada : 11 novembre 1997 sur CTV[10]
- France : 13 septembre 1998 sur TF1[2]

- Dean McDermott (Turnbull)
- Wayne Robson (Damon Cahill)
- John Evans (Gus Fillion)
- Kurt Reis (Eddy Herndorff)
- Joe Pingue (Sandor)
- Scott Wickware (Brian Kilrea)
- Jennifer Dean (Officier Tibbet)
- Ravinder Toor (Andreas Volpe)
- Catherine Swing (Shelley Byron)

### Épisode 10:Parfaits étrangers
- Canada : 18 novembre 1997 sur CTV[11]
- France : 22 novembre 1998 sur TF1[2]

- Dean McDermott (Turnbull)
- Scott Hylands (Général Bowman)
- Shawn Alex Thompson (Chad)
- Kenneth McGregor (Nick Evers)
- Mackenzie Gray (George)
- Marqus Bobesich (Sonny Dunlap)
- Tracey Hway (Shelley)

### Épisode 11:Macchabée en cavale
- Canada : 30 décembre 1997 sur CTV[12]
- France : 2 avril 2001 sur Sérieclub[2]

- Richard Chevolleau (Stanley Smith)
- Anne Marie Loder (Stella Kowalski)
- Alex Carter (Agent Ford)
- Michael Ricupero (Dinardo)
- Greg Kramer (Adolph Kuzma)
- Jan Rubes (Mort)
- Mark Melymick (Agent Deeter)
- Lynne Deragon (Sergent)
- James Kirchner (Guy Rankin)

### Épisode 12:Les Allumés du Bounty, première partie
- Canada : 6 janvier 1998 sur CTV[13]
- France : 6 décembre 1998 sur TF1[2]

- Douglas Campbell (Ed Smithers)
- August Schellenberg (Gilbert Wallace)
- Dean McDermott (Turnbull)
- Jan Rubes (Mort)
- Brent Stait (Vic Hester)
- Geoffrey Bowes (Larry)
- Sam Malkin (Lew)

### Épisode 13:Les Allumés du Bounty, deuxième partie
- Canada : 13 janvier 1998 sur CTV[14]
- France : 13 décembre 1998 sur TF1[2]

- Douglas Campbell (Ed Smithers)
- Janet Wright (Sergent Sam)
- August Schellenberg (Gilbert Wallace)
- Dean McDermott (Turnbull)
- Jan Rubes (Mort)
- Brent Stait (Vic Hester)
- Geoffrey Bowes (Larry)
- David Ferry (John Thomas)